# Patrick Dewolf
Patrick Dewolf est un scénariste et réalisateur français, né le 3 juin 1950 à Paris.
Il est le scénariste attitré du réalisateur Patrice Leconte.

## Filmographie

### Comme réalisateur
- 1983 : Les Veufs — court-métrage de 15'
- 1985 : Moi vouloir toi
- 1992 : Mémoire traquée (Lapse of Memory)
- 1995 : Les Péchés mortels (Innocent Lies)
- 1995 : Le Parasite (téléfilm)
- 1997 : Le bonheur est un mensonge (téléfilm)
- 1998 : Une femme à suivre (téléfilm)
- 1998 - 2003 : Crimes en série (série télé, 9 épisodes)
- 2004 : Un jeu dangereux (téléfilm)
- 2005 : Nom de code : DP (téléfilm)
- 2007 : La Légende des trois clefs (mini-série télé)
- 2009 : Enquêtes réservées (série télé, 4 épisodes)
- 2009 - 2010 : Un flic (série télé, 6 épisodes)

### Comme scénariste
- 1983 : Les Veufs — court-métrage de 15' (également réalisateur)
- 1984 : Marche à l'ombre de Michel Blanc
- 1985 : Les Spécialistes de Patrice Leconte
- 1985 : Moi vouloir toi (également réalisateur)
- 1987 : Tandem de Patrice Leconte
- 1989 : Monsieur Hire de Patrice Leconte
- 1992 : Mémoire traquée (Lapse of Memory) (également réalisateur)
- 1993 : Tango de Patrice Leconte
- 1995 : Les Péchés mortels (Innocent Lies) (également réalisateur)
- 1997 : Le bonheur est un mensonge (téléfilm) (également réalisateur)
- 1998 : Une chance sur deux de Patrice Leconte
- 1998 : Le Comptoir de Sophie Tatischeff
- 1998 : Une femme à suivre (téléfilm) (également réalisateur)
- 2005 : Un jeu dangereux (téléfilm) (également réalisateur)

## Récompense et nomination

### Récompense
- 2000 : Grand Prix du téléfilm au Festival du film policier de Cognac pour l'épisode Histoire d'amour de Crimes en série (1998)

### Nominations
- 1988 : Nomination au César du meilleur scénario original ou adaptation pour Tandem (avec Patrice Leconte)